# Карповская (Ленинградская область)
Карповская — деревня в Самойловском сельском поселении Бокситогорского района Ленинградской области.

## История
КАРПОВСКАЯ — деревня Сарского общества, прихода Озерского погоста.

Крестьянских дворов — 15. Строений — 20, в том числе жилых — 16. Кожевенный завод, мелочная лавка. Жители занимаются рубкой, возкой и сплавом леса.

Число жителей по семейным спискам 1879 г.: 35 м. п., 56 ж. п.; по приходским сведениям 1879 г.: 32 м. п., 50 ж. п.

Сборник Центрального статистического комитета описывал её так:

КАРПОВСКАЯ — деревня бывшая государственная, дворов — 16, жителей — 96; лавка, кожевенный завод. (1885 год)

В конце XIX — начале XX века деревня административно относилась к Деревской волости 5-го земского участка 3-го стана Тихвинского уезда Новгородской губернии.

КАРПОВСКАЯ — деревня Сарского общества, число дворов — 18, число домов — 22, число жителей: 60 м. п., 45 ж. п.; Занятия жителей: земледелие. Колодец. (1910 год)

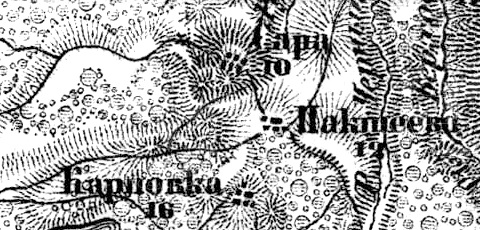
Деревня Карповская на карте 1917 года

Согласно военно-топографической карте Новгородской губернии издания 1917 года, деревня называлась Карповка и насчитывала 16 крестьянских дворов.
С 1917 по 1918 год деревня входила в состав Деревской волости Тихвинского уезда Новгородской губернии.
С 1918 года, в составе Череповецкой губернии.
С 1924 года, в составе Пикалёвской волости.
С 1927 года, в составе Пакшеевского сельсовета Пикалёвского района.
С 1928 года, в составе Окуловского сельсовета. В 1928 году население деревни составляло 149 человек.
С 1932 года, в составе Ефимовского района.
По данным 1933 года деревня Карповская входила в состав Окуловского сельсовета Ефимовского района.
С 1952 года, в составе Бокситогорского района.
С 1963 года, вновь в составе Ефимовского района.
С 1965 года вновь в составе Бокситогорского района. В 1965 году население деревни составляло 48 человек.
По данным 1966 и 1973 годов деревня Карповская также входила в состав Окуловского сельсовета.
По данным 1990 года деревня Карповская входила в состав Самойловского сельсовета.
В 1997 году в деревне Карповская Самойловской волости проживали 8 человек, в 2002 году — 6 человек (все русские).
В 2007 году в деревне Карповская Самойловского СП проживали 3 человека, в 2010 году — 7.

## География
Деревня расположена в северо-западной части района на автодороге 41К-035 (Большой Двор — Самойлово).
Расстояние до административного центра поселения — 12 км.
Расстояние до ближайшей железнодорожной платформы Обринский на линии Волховстрой I — Вологда — 11 км. 
К юго-западу от деревни находится Карповское озера.

## Демография
| 1997 | 2002 | 2007 | 2010 | 2017 |
| ---- | ---- | ---- | ---- | ---- |
| 8    | ↘6   | ↘3   | ↗7   | ↗8   |